# Polonia Mateos Pérez
Polonia Mateos Pérez (Brozas, 17 febrer 1886 - Càceres, 4 gener 1938) Coneguda com La partera, fou una llevadora republicana afusellada pel franquisme.

## Biografia
Polonia María Francisca Mateos Pérez, va néixer a la Dehesa Hoja de Santa María a prop del municipi de Brozas (Cáceres). Era filla de José María Mateos Hernández, natural de Frades de la Sierra (Salamanca) i d'Ezequiela Pérez Sánchez, natural de Las Veguillas (Salamanca), una família de ramaders transhumants, que s'havien instal·lat a Extremadura. Va estudiar la carrera de llevadora i des de la primera dècada del segle xx residia i exercia a Arroyo del Puerco (el 1937, les autoritats franquistes, que consideraven aquest nom despectiu, van canviar-lo pel de Arroyo de la Luz, tot i que Arroyo del Puerco era el nom del poble des del segle xiii i que, en un referèndum local celebrat el 1929, els veïns havien decidit mantenir). Allà va conèixer Ramón Díaz Agudo, originari de Còrdova, pintor de professió, fundador i primer president del PSOE del municipi i membre de la UGT. Es van casar el 13 juliol 1912 i van tenir sis fills.
El 1931, amb l'adveniment de la República, Ramón Díaz, va ocupar diversos càrrecs i Polonia Mateos, tot i que no es volia comprometre políticament, es va sentir obligada a acceptar el càrrec de secretària de l'Agrupació Socialista de les Dones d'Arroyo, fet que li va causar la pèrdua de clientela entre les persones de dretes. El 19 de Juliol de 1936, a l'inici de la Guerra Civil espanyola, Ramón Díaz va encapçalar (sense la presència de Mateos) una gran manifestació de suport al govern legítim, amb el lema Defender la República. Malgrat tot, els sublevats es van imposar i es va desencadenar una atroç repressió. Per precaució, Ramón Díaz ja no va tornar a casa. Mateos li va portar menjar i roba a l'amagatall i el 25 de Juliol va ser l'últim dia que el van veure viu. Díaz va fugir a Badajoz i més tard a Madrid. Ella es va quedar al poble, amb les filles, exercint la seva professió, malgrat els constants registres i interrogatoris dels falangistes. La seva situació es va complicar quan a mitjans d'octubre de 1937, es va presentar, a casa seva i de nit, el dirigent comunista Máximo Calvo Cano, exalcalde de Cadalso (Sierra de Gata) demanant-li ajuda, amb l'excusa que la seva dona anava de part. Mateos li va donar menjar i més tard, la seva filla Rosario el va acompanyar a casa de Máximo Bonilla Jabato, un militant jornaler de trenta-cinc anys. Les autoritats franquistes ben aviat se'n van assabentar i Polonia va ser detinguda juntament amb Lucia Parra Cerrudo, que estava embarassada i un nombrós grup de veïns del poble. El fet de ser la partera de la zona i haver ajudat a néixer els seus carcellers, la va salvar de ser vexada, rapada i obligada a beure oli de ricí. Va romandre a la presó d'Arroyo fins al 13 de novembre, que va ser traslladada a la presó de Càceres.
El 2 de gener de 1938 la filla Rosario, de vint anys, que havia patit constants interrogatoris, també va ser enviada a la presó. L'endemà, a les sis de la tarda, van ser conduïdes amb un grup de deu persones, entre les quals hi havia Máximo Bonilla, a la Diputació Provincial de Càceres i van ser sotmeses a un consell de guerra que va durar pocs minuts. Tots van ser sentenciats a mort i afusellats la matinada del 4 de gener al camp de tir del Regiment Argel núm. 27 de Càceres, excepte la jove Rosario, que va ser alliberada a l'últim moment, gràcies a la intervenció d'un policia. Les víctimes van ser enterrades en una fossa comuna al cementiri de Càceres.
A Extremadura, durant els primers mesos posteriors al cop d'estat, van ser assassinades almenys dues llevadores més: Manuela Anselma Hernández Flores, de Los Santos de Maimona (Badajoz) i Carmen Orellana Alcarazo, del barri de San Roque de Badajoz. D'altres van ser sotmeses a consells de guerra, presó i depuració.